# Stichopodidae
Stichopodidae – rodzina strzykw z rzędu trepangowców obejmująca około 30 szeroko rozprzestrzenionych gatunków. Najwięcej z nich występuje w ciepłych wodach Indo-Pacyfiku, zwykle na piaszczystym dnie, często w pobliżu skał. 
Ich ciało ma ogórkowaty kształt, jest spłaszczone na stronie brzusznej. Otwór gębowy otoczony jest niewciągalnymi czułkami, zwykle w liczbie 20. Stichopodidae osiągają przeciętnie 20–40 cm długości, ale zdarzają się większe, np. Thelenota rubralineata dorasta do 50 cm. 
Niektóre gatunki z tej rodziny mają duże znaczenie gospodarcze (zwłaszcza trepangi), a niektóre są poławiane dla potrzeb akwarystyki morskiej. 

## Klasyfikacja
Rodzaje:
- Apostichopus
- Astichopus
- Eostichopus
- Isostichopus
- Neostichopus
- Parastichopus
- Stichopus
- Thelenota